# Chiesa di Santa Giustina (Roana)
La chiesa di Santa Giustina è la parrocchiale di Roana, in provincia di Vicenza e diocesi di Padova; fa parte del vicariato di Asiago.

## Storia

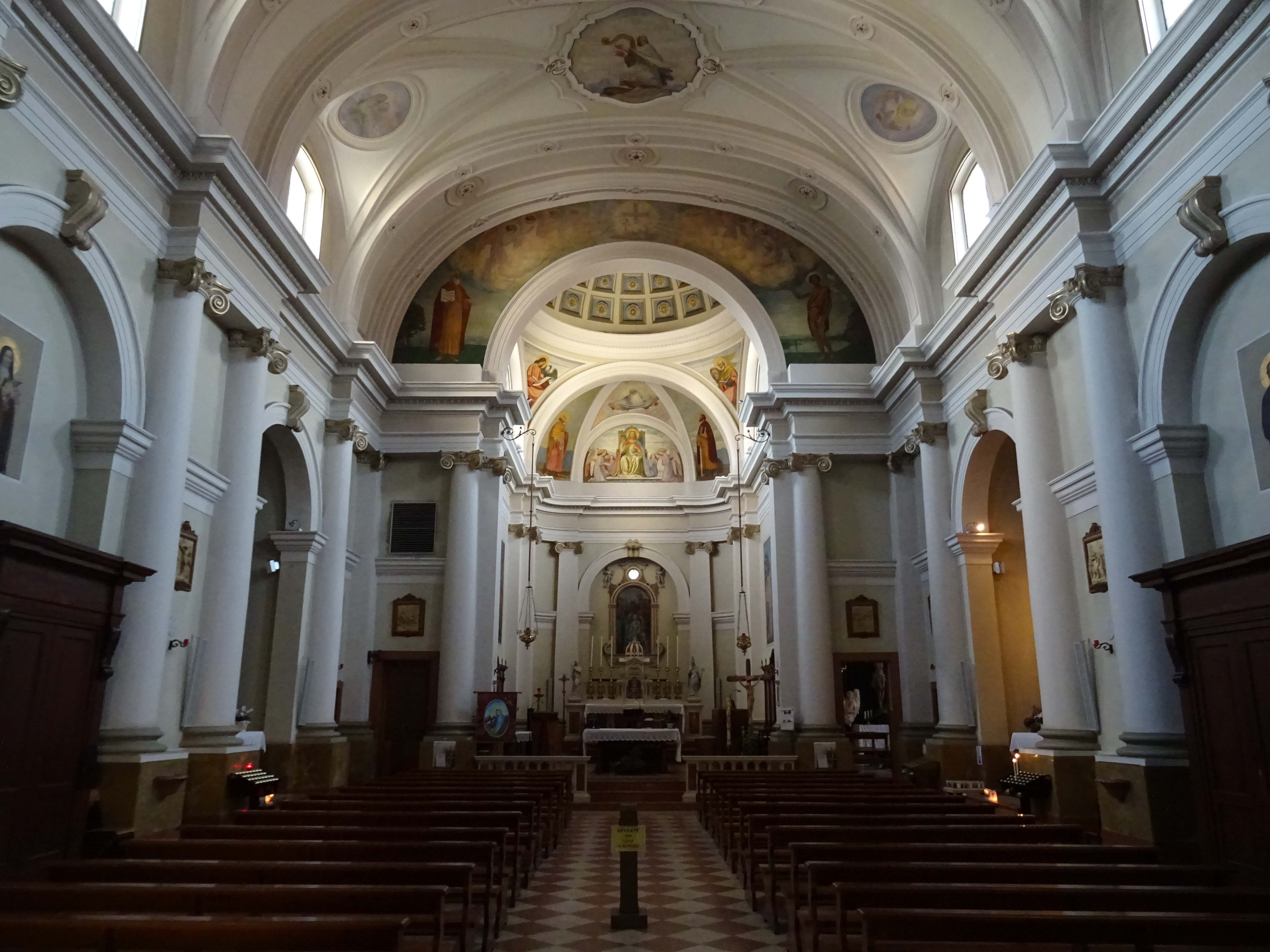
Interno

Nel XIII secolo la cappella di Roana dipendeva dalla pieve di Santa Maria Assunta di Caltrano; venne ricostruita sul finire del Trecento, elevata al rango di parrocchiale nel 1393 e consacrata il 24 ottobre 1488 dal vescovo di Padova Pietro Barozzi. 
L'edificio, già rimaneggiato nel 1571, fu interessato da un nuovo rifacimento nel 1587. Nel XVIII secolo versava però in pessime condizioni, tanto che il vescovo Carlo della Torre di Rezzonico minacciò di chiuderla al culto; si decise quindi di ricostruirla e i lavori iniziarono nel 1782 per poi essere ultimati nel 1802, mentre la consacrazione venne impartita nel 1829 dal vescovo Modesto Farina. 
Tra il 1917 e il 1918, nell'ultimo anno del conflitto, la parrocchiale venne pressoché interamente distrutta; nei primi mesi del dopoguerra le funzioni si tennero in una baracca, mentre poi dal 7 ottobre 1919 si spostarono in una cappelletta in legno realizzata originariamente dagli occupanti austriaci. La chiesa venne riedificata in stile neoclassico tra il 1924 e il 1927 e consacrata il 24 agosto 1934 dal vescovo Carlo Agostini. 
Nella seconda metà del Novecento la chiesa fu adeguata alle norme postconciliari; tra il 1980 e il 1981 il tetto venne restaurato e negli anni novanta si provvide ad ammodernare gli impianti audio ed elettrico.

## Descrizione

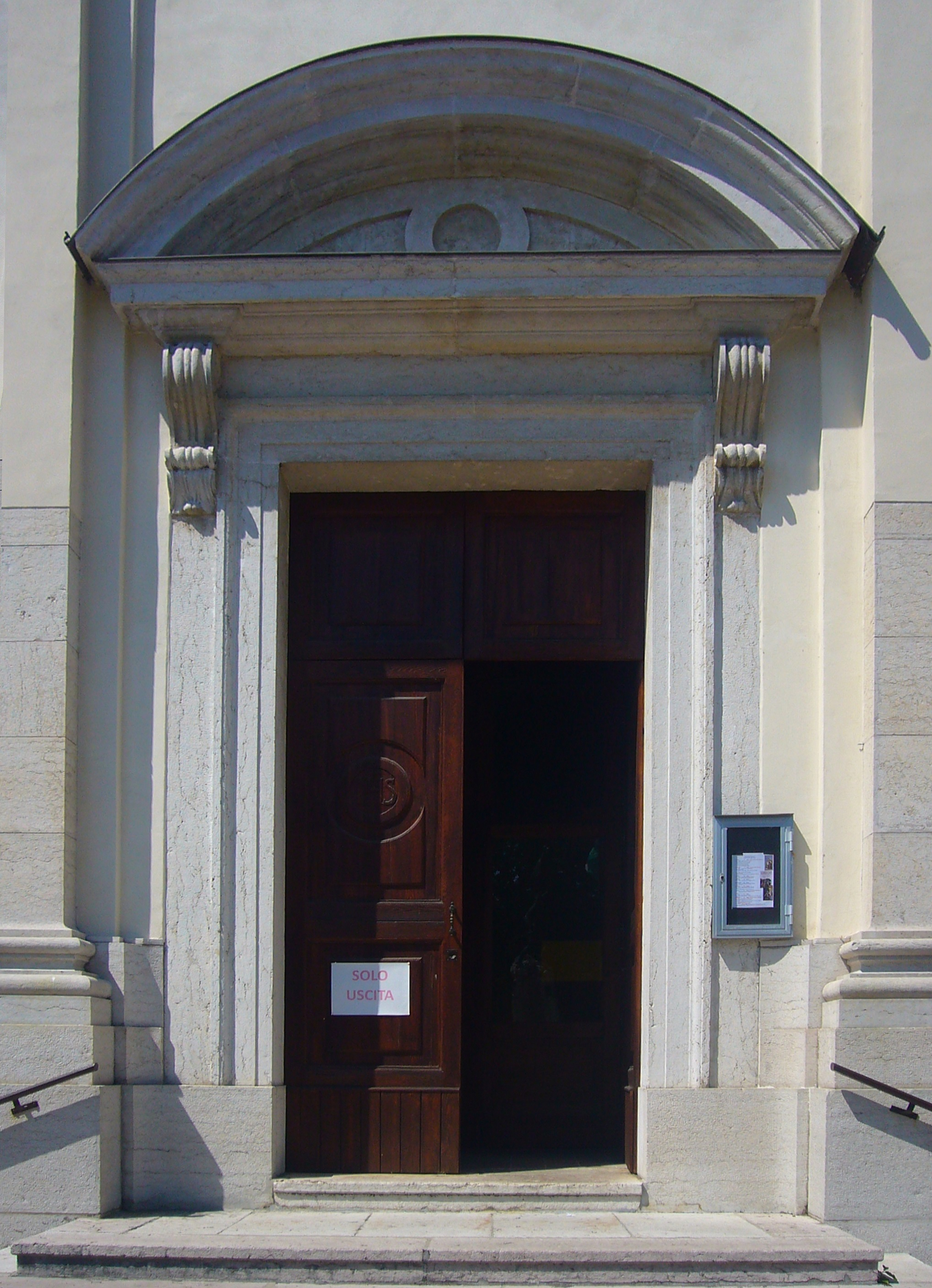
Il portale d'ingresso

### Esterno
La facciata a capanna della chiesa, rivolta a nordest e scandita da quattro lesene d'ordine composito poggianti su alti basamenti e sorreggenti il frontone dentellato in cui s'apre un oculo, presenta centralmente il portale d'ingresso sormontato dal timpano semicircolare. 
Vicino alla parrocchiale si erge su un alto basamento a scarpa il campanile a pianta quadrata; la cella presenta su ogni lato una monofora a tutto sesto ed è coronata dalla guglia piramidale poggiante sul tamburo a base ottagonale.

### Interno
L'interno dell'edificio si compone di un'unica navata, sulla quale si affacciano le cappelle laterali introdotte da archi a tutto sesto e le cui pareti sono scandite da semicolonne sorreggenti la trabeazione modanata e aggettante sopra il quale si imposta la volta a botte lunettata; al termine dell'aula si sviluppa il presbiterio, rialzato di alcuni gradini e chiuso dall'abside.
Qui sono conservate diverse opere di pregio, tra le quali la statua con soggetto Santa Giustina di Padova, il gruppo con i Santi Rocco e Sebastiano, il bassorilievo ritraente il Battesimo di Cristo e il dipinto raffigurante il Martirio di Santa Giustina, realizzato nel 1928 dal padovano Giovanni Dandolo.